# Историја Мркоњић Града
Мркоњић Град је општина у југозападном дијелу Републике Српске, односно у западном дијелу БиХ. С обзиром на повољан геостратешки положај и велико рудно и шумско богатство, овај крај се одликује бурном и живописном историјом.

## Предисторија
Доста је трагова који свједоче да се човјек овдје настанио још прије 2.500 година - првенствено због ископавања руде бакра и гвожђа. У доба Илира овдје је живјело племе Мезеја, у чијем су сусједству били Далмати и Десидијати. О њиховом присуству свједоче остаци илирске керамике (пронађени испод Курбасан камена код извора Суљиновац) и бројне градине настале крајем бронзаног доба.

## Антика
За вријеме Римског царства, подручје данашње општине је улазило у састав провинције Илирик. На прелазу старог и новог вијека, овдје су се водиле борбе уједињених илирских племена (под командом војсковође Батона) и римске војске (којом су заповједали генерали Октавије и Германик). Борбе су завршене око 9. године нове ере побједом Рима.
У то вријеме је настала и магистрала Salona – Servitium, која је повезивала Далмацију са Панонијом. Почињала је код Млиништа и ишла до Бочца, а затим ријеком Врбас према сјеверу. Постојало је још неколико важних путева - ка Котору, Шипову, Језеру итд. С обзиром на саобраћајну и рударску важност краја још из предримских времена, овдје се у антици створио динамичан сплет насеља и прикључних путева. Према резултатима археолошких истраживања стјециште и раскршће тих путева је било насеље Леусаба (средњовјековно Варцарево), смјештено испод Грабежа око извора Врћенац.
Између извора Суљиновац и локалитета Чергалиште и данас је очувано око 300-400 метара римског пута и излизани натпис у стијени. Трагови и дијелови насеља су откривени у Старом Селу (римски жртвеник), Бјелајцу (надгробни споменик са текстом), Мајдану (античка базилика), Пецкој (римска тврђава), Тријебову (бронзана глава Медузе) и др.

## Средњи вијек
У средњем вијеку, ово је био дио жупе Доњи Краји, која је припадала феудалцима Стипанићима-Хрватинићима. О том периоду свједочи 29 некропола и 500-600 пронађених стећака (надгробних споменика), који су разасути свуда по општини. Нарочито лијепо су обрађени (архитектонски и ликовно) они у Баљвинама, Шеховцима, Густовари и Лисковици.
На три мјеста у мркоњићкој општини постоје и данас остаци три средњовјековна града-тврђаве:
- Град Сокол над кањоном ријеке Сокочнице, који је Твртко I Котроманић поклонио 1366. године Вукцу Хрватинићу за побједу над Угарима три године раније;
- Призренац (или Призрен), који је смјештен високо на десној страни кањона ријеке Сане, са видиком према Кључу и Млиништима. То је била тврђава-осматрачница, што говори и његово име. Народна традиција га веже за легенду о тзв. „Црној краљици“;
- Бочац, над кањоном ријеке Врбас, као једно од најважнијих утврђења врбачког одбрамбеног система (први пут се спомиње 1446. године).[3][4]

Сматра се да је у периоду средњег вијека настао и ковачки занат, који се у мањој мјери одржао до данас.

## Настанак града
Насеље Мркоњић Град је на садашњем мјесту настало 1593. године, када је ту подигао свој вакуф (задужбину) кизлар-ага Ђукановић (у народу познат као Крзлар-ага) поријеклом из оближњих Котлина. Он је узет као „данак у крви“, а када је одвођен у Цариград овдје су војници убили његовог оца. Крзлар-ага је саградио џамију, 24 дућана, мусафирхану са 20 димњака, хамам, пекару, мектеб и водовод, за који је вода доведена са планине Лисине. Посебном вакуфнамом (који се чувао у Земаљском музеју у Сарајеву) оставио је 690.000 акчи за унапређење трговине и занатства и за издржавање мусафирхане у којој је сваки путник (и његов коњ) бесплатно могао бити гост 24 часа.
Град спомиње у својим записима и познати турски путописац Евлија Челебија 1660. године, наводећи да су га спалили ускоци Стојана Јанковића.
Мјесто је касније названо Јениџе Јајце (Ново Јајце). Затим добија име Варцарев Вакуф, па Варцар Вакуф, а 1925. године име је промијењено у Мркоњић Град, у знак сјећања на српског владара Петра I Карађорђевића који је као Петар Мркоњић учествовао у босанско-херцеговачком устанку 1875. године.
| „ | Градски вијећници, нарочито Срби, захтијевали су да се граду промијени име. Томе су се јако противили сви католички и муслимански градски одборници; осим Цере, власника кахве и хана на чаршији. Тако се град од данас зове Мркоњић Град, а не Варцар Вакуф као до сада. | ” |

Од 1849. до 1851. године у Варцару је служио фра Иван Фрањо Јукић (1818—1857). Он је овдје основао и водио прву световну школу и покренуо први босански књижевни часопис „Босански пријатељ“. Из нешто каснијег периода је остао забиљежен велики пожар који се одиграо 3. септембра 1883. када је изгорило 98 кућа, 120 дућана, православна црква и католичка капела. Још један пожар у насељу Рика се десио 1925. године.
Након аустроугарске окупације 1878. град почиње интензивније да се развија. Модерније се организује просвјетни и административни живот, покреће се експлоатација бакра у Сињакову, граде се путеви и сл. Према записима из 1910. године овдје је постојала добро организована поштанска и телеграфска служба, општа и православна школа, два мектеба, општинска администрација, амбуланта итд. Осим тога, овај период карактерише и добро развијен ковачки занат и трговина - биле су чувене косе варцарке.

## Први свјетски рат
Овдашње становништво је узело учешћа у Првом свјетском рату, а познато је да су неки од њих погинули на Пијави, Карпатима, Галицији, Бесарабији итд.

## Између два рата
У периоду између два свјетска рата, Мркоњић Град је одликовала велика незапосленост, неписменост и слаба здравствена и социјална заштита. У то вријеме класне разлике су постајале све израженије, а посебно тешко је живјело сеоско становништво. Услови за рад су били тешки, а наднице изузетно мале.
Занатство је и даље било привредно обиљежје града и општине, а посебно је био велики број ковача, мутафџија, опанчара и обућара. Великих индустријских постројења у то вријеме није било.
Од политичких партија највећи утицај у околини је имала Земљорадничка странка, а у самом граду Југословенска радикална заједница. Тек од 1940. почиње активно дјеловање Комунистичке партије Југославије. Најзапаженији комунисти су били Акиф Бешлић и Џемал Шеховић.

## Други свјетски рат
Након капитулације Југославије, у Мркоњић Град је из Кључа стигла њемачка извидница која је са челницима општине договорила мирну предају града. Међутим, у међувремену је из правца Јајца стигао IV ђачки батаљон југословенске војске и распоредио се на положајима око града. Борба је трајала само један дан и југословенски војници су се повукли према планини Лисини. Њемачка војска је 14. априла 1941. по први пут ушла у Мркоњић Град.
Почетком јуна 1941. одржан је састанак на Шехитлуцима код Бање Луке, гдје је договорено подизање устанка против њемачких трупа на територији читаве Босанске Крајине. На подручју мркоњићке општине борбе су почеле 29. јула исте године. Град је први пут ослобођен 28. августа 1941, али је држан свега неколико дана. Недуго након тога у селу Медна је формиран III крајишки партизански одред, а за команданта је именован Данко Митров. У јесен исте године на ово подручје су дошле италијанске трупе, а почео је са радом и четнички покрет на челу са Урошем Дреновићем.
Устаници, које је предводио Симо Шолаја, су 25. фебруара 1942. по други пут ушли у град али нису успјели у потпуности да га ослободе. То им је пошло за руком тек 24. августа 1942. У то вријеме су се ослобађали и други дијелови Босанске Крајине, а Врховни штаб НОВЈ челу са Титом се смјестио на Млиништа. Крајем исте године у селу Ораховљани је формирана VII крајишка бригада.
Током 1943. наставиле су се борбе, а град је неколико пута прелазио из руке у руку. Први пут је ослобођен на дуже вријеме у ноћи између 15. и 16. августа 1943. Неколико дана касније у селу Рибник је основана и XIII крајишка бригада. У јесен су почеле припреме за Прво засједање ЗАВНОБиХ-а, које је одржано у Мркоњић Граду 25. новембра 1943.
Град је коначно ослобођен 2. августа 1944. Партизанске јединице су Мркоњић Град ослобађале укупно 39 пута у току Другог свјетског рата, што је јединствено у читавој бившој Југославији. Са подручја општине је у рату учествовао 1.171 борац, од чега је погинуло њих 524. Осим тога било је и 1.615 цивилних жртава, а 252 људи је убијено у усташком затвору који је радио током 1941. и 1942. године.

## Рат 1992-1995
Мркоњић Град је током рата у више наврата био гранатиран и том приликом је погинула неколицина становништва и оштећени цивилни објекти. У граду је 12. новембра 1992. срушена Крзлар-агина џамија, а исте године је срушена џамија Хамидија и запаљена католичка црква у насељу Рика. Недалеко од града припадници ВРС су 2. јуна 1995. оборили авион НАТО снага F-16. Његов пилот Скот О`Грејди се катапултирао и шест дана скривао на подручју Мркоњића, док га амерички маринци нису спасили шест дана касније. У мјесту Оборци код Доњег Вакуфа су 13. септембра 1995. стрељана 24 Муслимана и 4 Хрвата са подручја мркоњићке општине, који су били на радној обавези. Ово се догодило у зони одговорности Првог крајишког корпуса ВРС, али није доказано ко је непосредни извршилац.
У самом граду се нису одвијале борбе све до операције Јужни потез, када су 10. октобра 1995. године Хрватска војска и Хрватско вијеће одбране заузели Мркоњић Град. Готово цијело становништво је тада кренуло према Бањој Луци. Они који су остали су углавном побијени и сахрањени у масовној гробници на православном гробљу. Из ове гробнице је ексхумирано 181 тијело, од чега 42 цивила, 136 припадника Војске Републике Српске и 3 полицајца српске националности. На подручју читаве општине су евидентиране укупно 364 жртве, од чега 210 са подручја општине. У јесен и зиму 1995. и почетком 1996. је уништен и велики дио индустрије и привреде уопште, као и већина српских вјерских објеката. Према подацима Општинске комисије за процјену ратне штете, уништене су и 3.644 куће и 700 станова, а оштећено је још 6.017 стамбених објеката.
По Дејтонском мировном споразуму Мркоњић Град је враћен Републици Српској 4. фебруарa 1996. Од тада се овај датум прославља као Дан општине. У град се вратио дио становништва, углавном српске националности.